# New York (časopis)
New York je americký časopis vycházející každé dva týdny. Zabývá se tématy jako život, kultura, politika a životní styl se zaměřením na město New York. Založili jej Milton Glaser a Clay Felker jako konkurenta New Yorkeru, oproti kterému byl drzejší a méně zdvořilý; stal se tak kolébkou tzv. nové žurnalistiky. Postupem času se stal magazínem celostátního rozsahu. V roce 1976 časopis koupil australský mediální magnát Rupert Murdoch, který vyhnal zakladatele Glasera a Felknera. Murdoch odstoupil v roce 1991.